# Universidade de Gotemburgo
A Universidade de Gotemburgo (GU; em sueco:  Göteborgs universitet; em inglês:  University of Gothenburg;  PRONÚNCIA) é uma universidade pública da cidade de Gotemburgo na Suécia.                                                                            
É uma das mais antigas universidades da Suécia, e a terceira maior do país, depois das universidades de Estocolmo e Uppsala, contando com mais de 53 000 estudantes e 2 000 investigadores (2023).

Fundada em 1891, e com os seus 57 departamentos, a Universidade de Gotemburgo é também uma das universidades mais amplas e versáteis na Suécia. Suas oito faculdades oferecem formação nas Artes, Ciências Sociais, Ciências Naturais, Ciências Humanas, Educação, Tecnologia da Informação, Negócios, Economia e Direito, e Ciências da Saúde.

### Estudantes, professores e funcionários
Tinha 53 624 estudantes, dos quais 2 002 doutorandos, e contava com 6 707 professores e funcionários (2023).                                         

### Posição
Em 2024 QS World University Rankings: Europe 2025 a universidade ficou em 71º lugar na Europa.

Na edição de 2024 do Ranking de Xangai (Academic Ranking of World Universities), está citada entre as 500 universidades do Academic Ranking of World Universities.

### Histórico
A Universidade de Gotemburgo foi fundada em 1891 com o nome de Escola Superior de Gotemburgo (Göteborgs Högskola).                                                                                                                        Em 1907 foi-lhe concedido pelo governo sueco o mesmo status das universidades de Uppsala e Lund .
Foi formalmente fundada em 1954 – recebendo os plenos direitos de universidade – após a fusão da Escola Superior de Gotemburgo (Göteborgs Högskola) com a Escola Superior de Medicina de Gotemburgo (Medicinhögskolan i Göteborg), tornando-se assim a terceira universidade mais antiga da Suécia.
Na década de 1970, foram sucessivamente incorporados mais estabelecimentos de ensino superior que até então tinham sido instituições académicas independentes.                                                                                         Em 1971, a Escola Superior de Economia de Gotemburgo (Handelshögskolan i Göteborg) tornou-se parte da Universidade de Gotemburgo.
E em 1977 – pela Reforma do Ensino Superior – foram integradas mais instituições, tais como as escolas superiores de educação, serviço social, jornalismo, música e uma série de unidades de ensino artístico.                                                                                           O Hospital Universitário Sahlgrenska está associado à Academia Sahlgrenska – a faculdade de medicina da universidade -, como instituição integrada de ensino e investigação.
Na década de 1990 a Escola de Economia e a Academia de Música, Drama e Opera foram transferidas para novos edifícios no centro da cidade.
Um novo campus da Faculdade de Educação (formação de professores) foi aberta no centro de Gotemburgo em 2006. A Universidade de Gotemburgo é uma cidade universitária pronunciada, que significa que a maioria de suas instalações está dentro do centro da cidade de Gotemburgo. O edifício principal bem como a maioria das faculdades estão localizadas na parte central de Gotemburgo.

### Departamentos principais
- Faculdade de Belas Artes
- Faculdade de Ciências Naturais
- Faculdade de Ciências Sociais
- Faculdade de Letras
- Faculdade de Ciências da Educação
- Faculdade de Formação de Professores
- Faculdade de Informática
- Escola Superior de Economia e Gestão
- Faculdade de Medicina [13]

### Prêmio Nobel
Em 2000, o professor Arvid Carlsson recebeu o Prémio Nobel da Medicina.

### Alumni

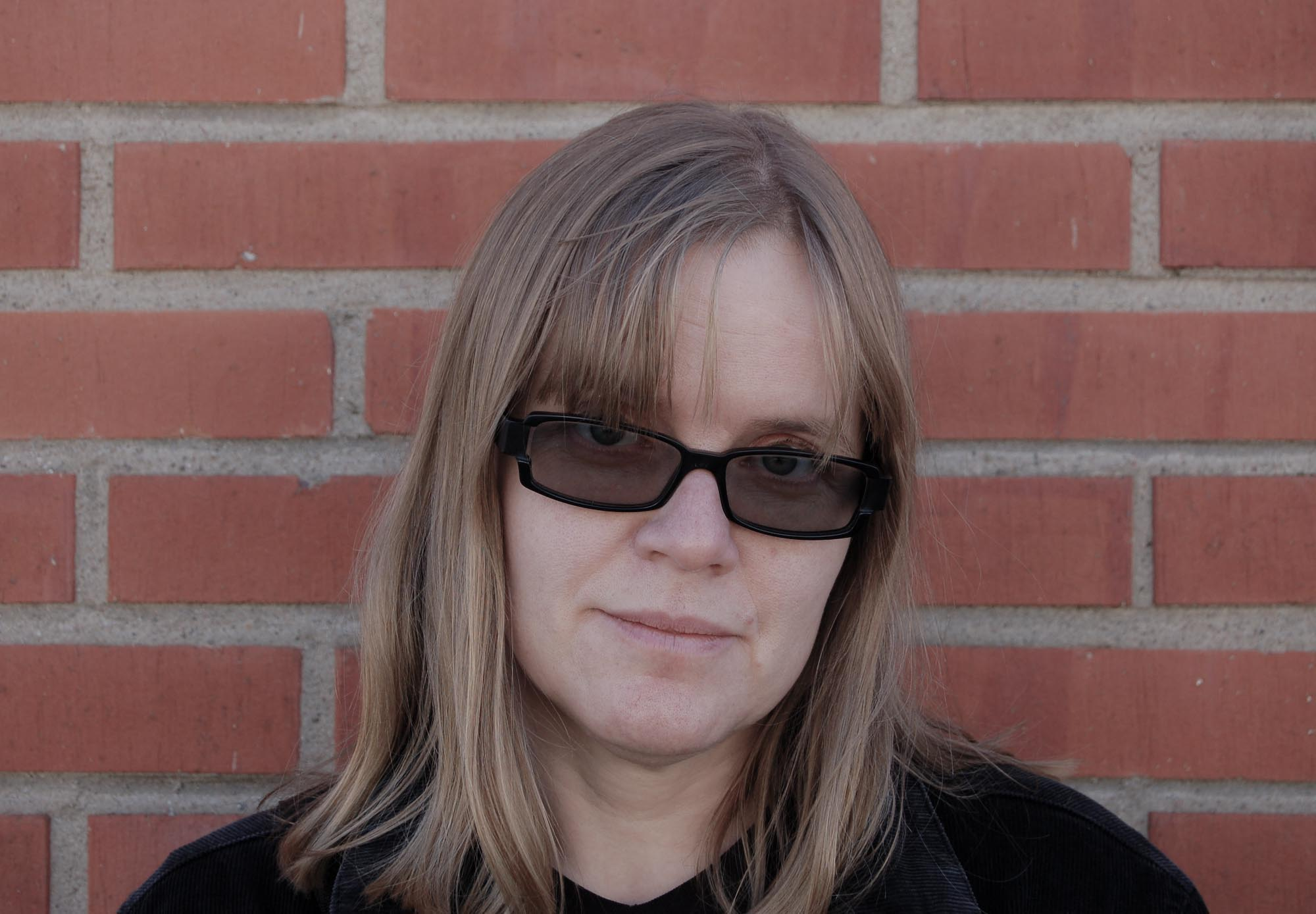
Lotta Lotass, escritora e antiga membra da Academia Sueca.

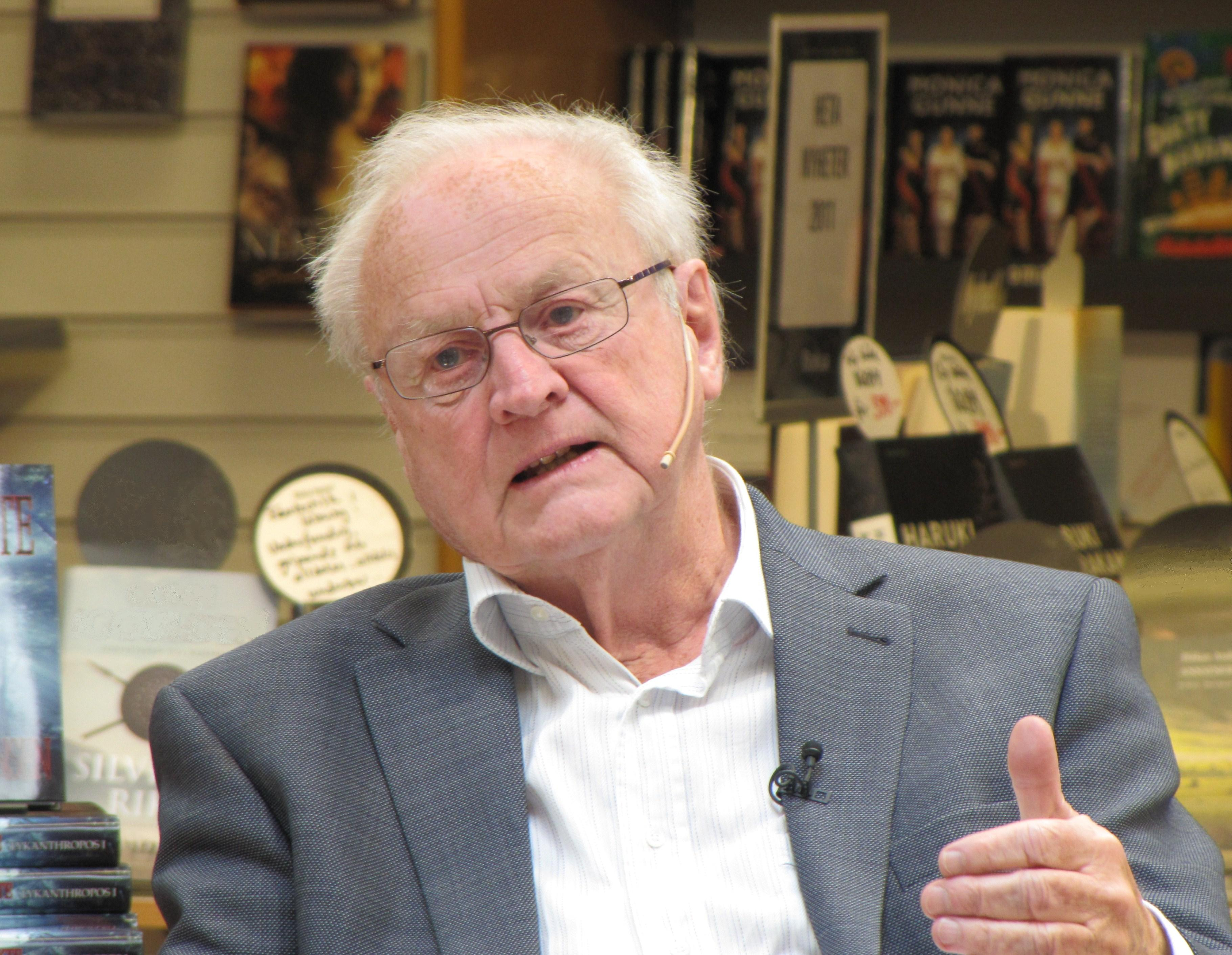
Arvid Carlsson, Nobel de Fisiologia ou Medicina de 2000

- Agnes Wold, professora de bacteriologia
- Alvar Ellegård, linguista
- Arvid Carlsson, farmacologista, Nobel de Fisiologia ou Medicina de 2000.
- Bo Ralph, linguista, membro da Academia Sueca
- Bo Rothstein, cientista político
- Cecilia Malmström, política (Comissária Europeia)
- Ernst Cassirer, filósofo alemão
- Holger Löwenadler, ator
- Jan Eliasson, diplomata e político (ex-Presidente da United Nations General Assembly ex-Ministro das Relações Exteriores do Reino da Suécia).
- Lotta Lotass, escritora e antiga membra da Academia Sueca
- Maria Wetterstrand, política sueca do Partido Verde
- Martin Wallström, actor
- Nick Bostrom, filósofo e Diretor da Future of Humanity Institute na Universidade Oxford.
- Percy Barnevik, homem de negócios e líder industrial
- Rodrigo Tavares, profissional do mercado financeiro
- Sture Allén, linguista computacional, antigo membro da Academia Sueca
- Tore Janson, linguista
- Östen Dahl, linguista